# 陈明德 (1940年)
陈明德（1940年6月—），男，浙江宁波人，中华人民共和国政治人物，曾任中国民主建国会中央委员会秘书长、副主席。

## 生平
1940年6月出生于浙江省宁波市。1962年，毕业于浙江大学机电系。毕业后分配至中国科学院电工研究所，历任实习研究员、助理研究员、职工代表会主席。1981年至1983年，在美国纽约理工大学做访问学人。
1986年6月，加入中国民主建国会，1987年成为民建中央委员。历任北京民建主委、副秘书长，北京工商管理局副局长。2002年12月，中国民主建国会第八次全国代表大会在北京召开，他出任副主席。